# Chaetanthera villosa
Chaetanthera villosa là một loài thực vật có hoa trong họ Cúc. Loài này được Gillies ex D.Don mô tả khoa học đầu tiên năm 1832.